# Zschaitz-Ottewig
Zschaitz-Ottewig är en kommun i Landkreis Mittelsachsen i förbundslandet Sachsen i Tyskland. Kommunen har cirka 1 300 invånare.
Kommunen ingår i förvaltningsområdet Ostrau tillsammans med kommunen Ostrau.